# Przyszowice (gmina)

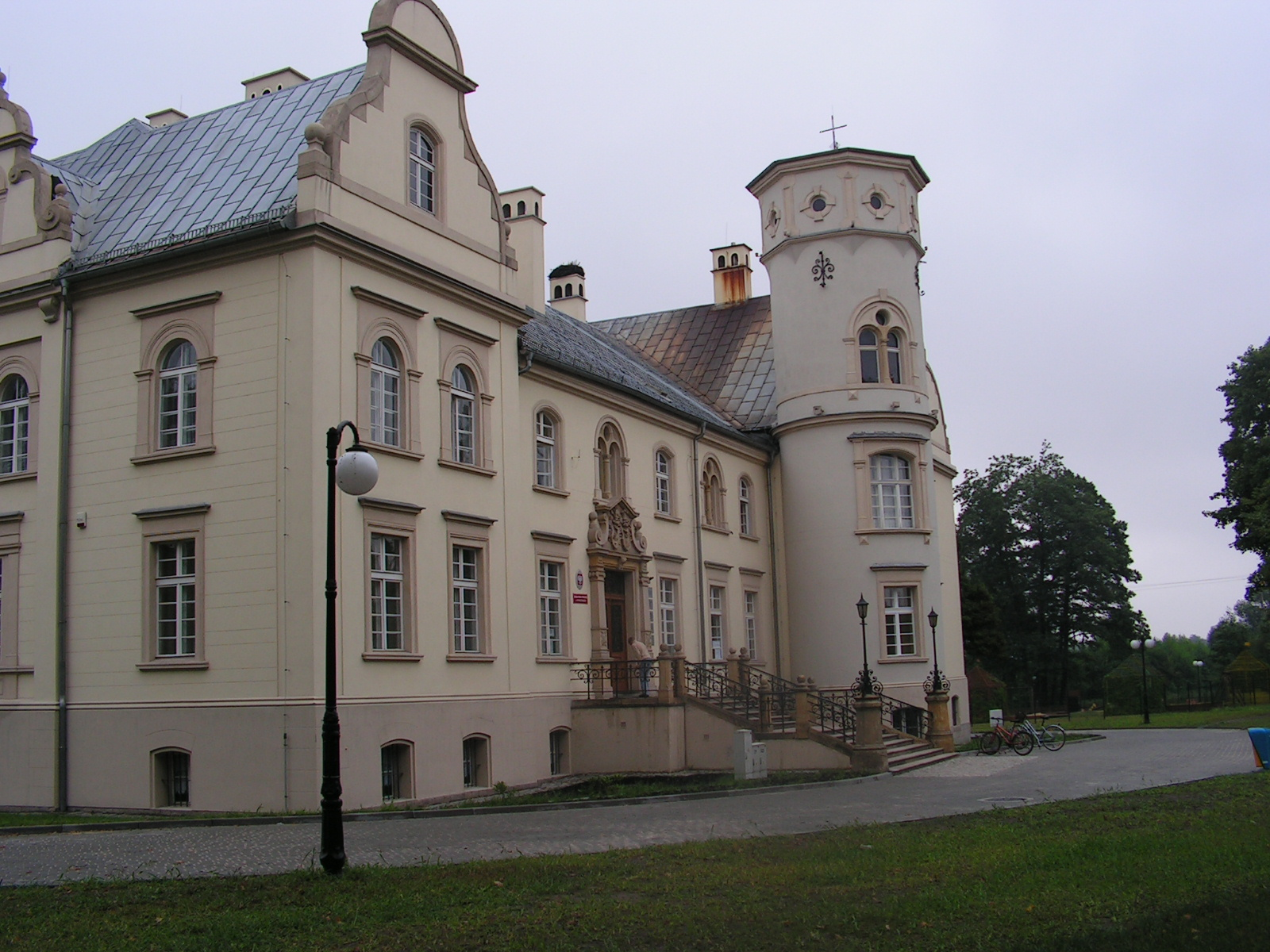
Pałac w Przyszowicach

Przyszowice – dawna gmina wiejska istniejąca w latach 1973–1977 w tzw. dużym katowickim (czasowo nazwanym stalinogrodzkim), tzw. małym katowickim (obecnie teren woj. śląskiego). Siedzibą władz gminy były Przyszowice.
Gmina (zbiorowa) Przyszowice została utworzona 1 stycznia 1973 w powiecie rybnickim w woj. katowickim. W jej skład weszły 4 sołectwa: Chudów, Gierałtowice, Paniówki i Przyszowice
1 czerwca 1975 gmina weszła w skład nowo utworzonego (mniejszego) woj. katowickiego.
1 lutego 1977 gmina została zniesiona, a z jej obszaru (oraz z części obszaru znoszonej gminy Ornontowice) utworzono nową gminę Gierałtowice.